# Molophilus (Molophilus) apicidens
Molophilus (Molophilus) apicidens is een tweevleugelige uit de familie steltmuggen (Limoniidae). De soort komt voor in het Neotropisch gebied.